# Absyrtus perilissoides
Absyrtus perilissoides là một loài tò vò trong họ Ichneumonidae.